# Boscamnant
Boscamnant is een gemeente in het Franse departement Charente-Maritime (regio Nouvelle-Aquitaine) en telt 335 inwoners (2005). De plaats maakt deel uit van het arrondissement Jonzac.

## Geografie
De oppervlakte van Boscamnant bedraagt 14,0 km², de bevolkingsdichtheid is 23,9 inwoners per km².
De onderstaande kaart toont de ligging van Boscamnant met de belangrijkste infrastructuur en aangrenzende gemeenten.

## Demografie
Onderstaande figuur toont het verloop van het inwonertal (bron: INSEE-tellingen).